# Linea Grimani
La linea Grimani (detta più tardi Acquisto Nuovo) fu la linea confinaria stabilita in Dalmazia nel febbraio del 1701 fra i possedimenti veneziani e ottomani, a seguito della Pace di Carlowitz del 26 gennaio 1699.

## Premesse

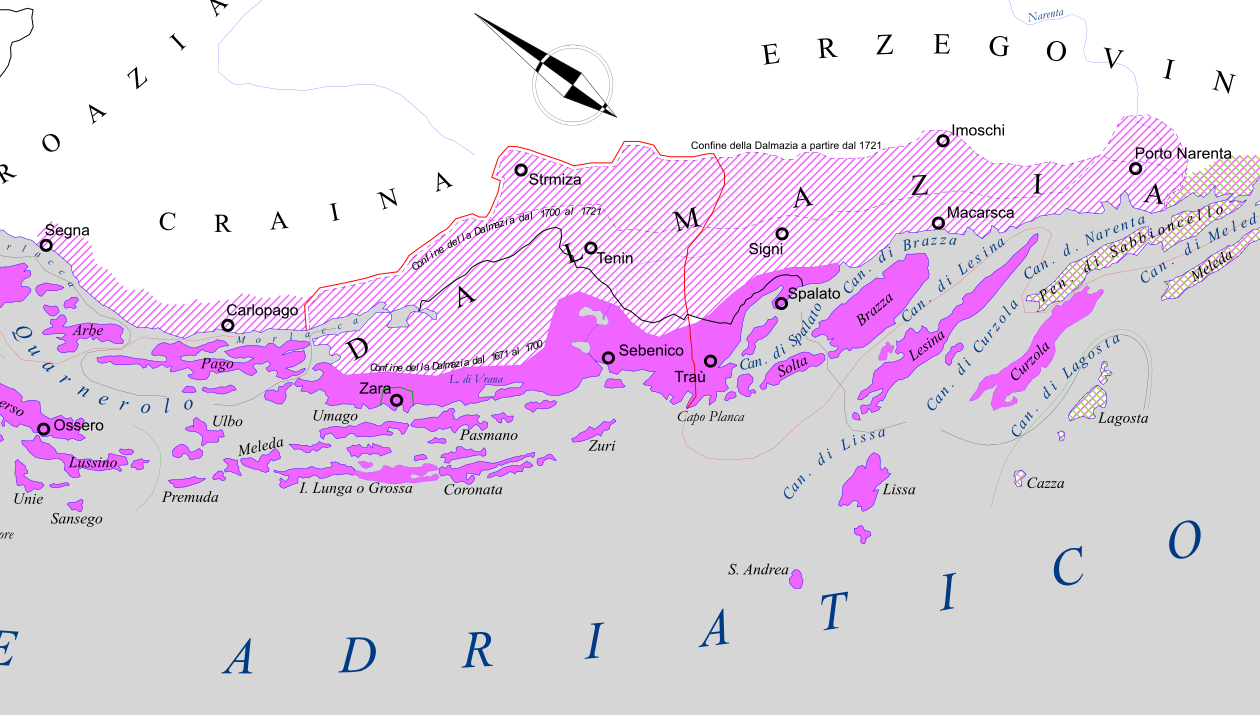
La Linea Grimani nella mappa della Dalmazia

L'infelice conclusione della guerra di Candia, durata 25 anni (dal 1644 al 1669), aveva lasciato la Repubblica di Venezia più insicura: alla perdita dell'isola era seguita anche un'insoddisfazione per i nuovi confini in Dalmazia, che, sia pure leggermente aumentati verso l'interno, non comprendevano la riviera di Macarsca.
L'occasione per rifarsi si palesò nel 1684, quando Venezia entrò nella nuova guerra antiturca promossa dall'impero asburgico sotto il patrocinio del papato e che aveva assunto il nome di Lega Santa.
Mentre a nord i turchi vennero respinti da Vienna nel 1683 e di ritirata in ritirata persero tutta l'Ungheria, a sud i veneziani - al comando di Francesco Morosini - occupavano la Morea. In Dalmazia le armate veneziane, appoggiate da bande morlacche, scacciarono i turchi da gran parte dell'entroterra, dilagando in una prima fase (dal 1684 al 1687) verso est fino alle Alpi Dinariche e alle Bebie, impadronendosi nel contempo a sud delle foci del fiume Narenta (Fort'Opus) e di Castelnuovo di Cattaro; in una seconda fase (dal 1688 al 1696) conquistando anche Tenin e Verlicca, prendendo infine di slancio anche il centro fortificato di Metcovich e tutta l'area della Narenta meridionale.

## Le trattative
Al termine del conflitto l'Austria manovrò per ridimensionare le conquiste veneziane, purtuttavia alla Serenissima andò - oltre alla Morea - la maggior parte delle conquiste in Dalmazia.
Il tracciato del nuovo confine venne stabilito dal commissario veneziano Giovanni Grimani (da cui il nome di Linea Grimani).
La Repubblica di Ragusa cercò di evitare di confinare direttamente con i territori veneziani, cedendo all'impero turco due piccoli tratti del suo territorio (Neum a nord e Sutorina a sud).